# Alue Rayeuk
Alue Rayeuk is een bestuurslaag in het regentschap Aceh Jaya van de provincie Atjeh, Indonesië. Alue Rayeuk telt 136 inwoners (volkstelling 2010).